# Wynonie Harris
Wynonie Harris (Omaha, 24 agosto 1915 – Los Angeles, 14 giugno 1969) è stato un cantante statunitense.
Considerato uno dei precursori del rock 'n' roll e fra i maggiori ispiratori di Elvis Presley, Harris fu autore di molti successi scritti durante gli anni quaranta, tra cui Wynonie's Blues (1946), una cover di Good Rockin' Tonight (1948), e All She Wants to Do Is Rock (1949).

## Biografia

### Gioventù
Wynonie Harris nacque da una ragazza afroamericana di 15 anni e un padre amerindio. Quando essa sposò Luther Harris, questi prese in custodia il bambino. Dopo il liceo, Harris entrò all'Università di Creighton per studiare medicina, ma interruppe gli studi nel 1934 per diventare un ballerino di tip tap, e formò un gruppo di danza con Velda Shannon, assieme alla quale iniziò a esibirsi nei locali di Omaha. Nel 1940 Harris si unì all'orchestra di Baron Moorehead di Los Angeles dove veniva soprannominato "Mister Blues". Nel 1944 fece una breve comparsa nel film Hit Parade interpretando un ballerino e ritornò nella East Coast. Nello stesso anno fu reclutato dal bandleader Lucky Millinder e divenne il cantante del suo complesso insieme a Trevor Bacon. Insieme all'entourage di Millinder, Harris registrò i singoli Hurry, Hurry e Who Threw the Whiskey in the Well per la Decca, e venne dimesso dall'orchestra poco tempo dopo.

### Il successo
Harris iniziò la sua carriera solista nei primi anni quaranta dopo aver firmato con l'etichetta Philo (che verrà ribattezzata Aladdin Records). Nel 1946 registrò due dischi per la Bullet Records di Nashville e altri due singoli per la Hamp-Tone del jazzista Lionel Hampton. I primi successi da solista furono però Playful Baby e Wynonie's Blues, usciti per la Apollo nel 1946.
Tra il 1948 e il 1954 Harris incise per la King Records di Cincinnati, e divenne un affermato esponente del rhythm and blues nonché uno degli artisti preferiti dal pubblico afroamericano. La sua cover di Good Rockin' Tonight di Roy Brown, pubblicata nel 1948, riuscì a raggiungere la posizione numero uno della casistica dei race record più venduti stilata da Billboard. Si piazzarono in classifica anche la sua versione di Drinkin' Wine Spo-Dee-O-Dee di Stick McGhee e All She Wants to Do Is Rock.

### Gli ultimi anni
Gli ultimi successi di Harris furono Bloodshot Eyes, una cover di Hank Penny, e Loving Machine. Durante gli anni cinquanta, la notorietà del cantante diminuì considerevolmente anche a causa del boom del rock 'n' roll, che aveva adombrato l'R&B. Pubblicò i suoi ultimi singoli per la Atco e la Roulette e, durante gli anni sessanta, divenne il proprietario di un bar di Brooklyn.
Fra gli artisti che collaborarono insieme a Harris nel corso della sua vita si possono citare numerosi jazzisti come il sassofonista Teddy Edwards, il contrabbassista Oscar Pettiford, il trombettista Howard McGhee e il pianista Herman Blount, meglio conosciuto come Sun Ra.

### Morte
Harris morì nel 1969 all'età di cinquantatré anni.
Nel 1994, Wynonie Harris fu introdotto nella Blues Hall of Fame. Durante lo stesso anno, la Rhino Records pubblicò Bloodshot Eyes: The Best of Wynonie Harris, prima di una serie di compilation dedicate al cantante di Omaha.

## Stile e influenze
Wynonie Harris viene considerato da molti uno dei pionieri del rock 'n' roll e la sua cover di Good Rockin 'Tonight (1948), che è più frenetica del brano originale, viene considerata una delle prime tracce di tale genere. Harris era principalmente ispirato a Big Joe Turner, e dal "blues shouter" Jimmy Rushing e i suoi testi parlano di alcool e donne. Le liriche allusive delle canzoni di Harris venivano considerate volgari dalla stampa dell'epoca e qualcuno asserì che "(la musica di Harris) fosse buona per i nightclub di Harlem".

## Discografia parziale
La discografia di Wynonie Harris è stata ricostruita dallo scrittore e giornalista musicale David Gasten; altre fonti disponibili si trovano sul sito "Jazz Music Archives" e sul sito di collezionismo musicale "45cat.com".

### Singoli

#### 78 giri
- 1944 - Hurry Hurry/I Can't See For Lookin' (Decca, 18609; con Lucky Millinder And His Orchestra)
- 1944 - Who Threw The Whiskey In The Well/Shipyard Social Function (Decca, 18674; con Lucky Millinder And His Orchestra)
- 1945 - Around The Clock I/Around The Clock II (Philo Recordings, P103; con l'orchestra Johnny Otis' All Stars)
- 1945 - Cock-A-Doodle-Doo/Yonder Goes My Baby (Philo Recordings, P104; con l'orchestra Johnny Otis' All Stars)
- 1945 - Straighten Him Out/Young Man's Blues (Apollo Records, 360; con l'orchestra Jack McVea's All Stars)
- 1945 - That's The Stuff You Gotta Watch/Baby Look At You (Apollo Records, 361; con l'orchestra Jack McVea's All Stars)
- 1945 - Wynonie's Blues/Somebody Changed The Lock On My Door (Apollo Records, 362; con l'orchestra Illinois Jacquet And His All Stars)
- 1945 - Here Comes The Blues/She's Gone With The Wind (Apollo Records, 363; con l'orchestra Jack McVea's All Stars)
- 1946 - Playful Baby/Papa Tree Top (Apollo Records, 372; con Johnny Alston & His All Stars)
- 1946 - Time To Change Your Town/Everybody's Boogie (Apollo Records, 378; con Oscar Pettiford & His All Stars)
- 1946 - Dig This Boogie/Lightnin' Struck The Poor House (Bullet, 251)
- 1946 - My Baby's Barrel House/Drinkin' By Myself (Bullet, 252)
- 1946 - Good Morning Corinne/In The Evenin' Blues (Hamp-Tone, 100; con Hamp-Tone All Stars)
- 1946 - Hey! Ba-Ba-Re-Bop Part 1/Hey! Ba-Ba-Re-Bop Part 2 (Hamp-Tone, 103; con Hamp-Tone All Stars)
- 1947 - Take Me Out Of The Rain/Young And Wild (Apollo Records, 381; con Johnny Alston & His All Stars)
- 1947 - I Gotta Lyin' Woman/Rebecca's Blues (Apollo Records, 387; con Oscar Pettiford & His All Stars)
- 1948 - Rose Get Your Clothes/Wynonies Boogie (King Records, 4202)
- 1948 - Good Rockin' Tonight/Good Morning Mr. Blues (King Records, 4210)
- 1948 - Love Is Like Rain/Your Money Don't Mean A Thing (King Records, 4217)
- 1948 - Lollipop Mama/Blow Your Brains Out (King Records, 4226)
- 1948 - Bite Again, Bite Again/Blowin' To California (King Records, 4252)
- 1949 - I Feel That Old Age Coming On/Grandma Plays The Numbers (King Records, 4276)
- 1949 - Drinkin' Wine, Spo-Dee-O-Dee/She Just Won't Sell No More (King Records, 4292)
- 1949 - I Want My Fanny Brown/All She Wants To Do Is Rock (King Records, 4304)
- 1949 - Sittin' On It All The Time/Baby, Shame On You (King Records, 4330)
- 1950 - I Can't Take It No More/I Like My Baby's Pudding (King Records, 4342)
- 1950 - Stormy Night Blues/Good Morning Judge (King Records, 4378)
- 1950 - Be Mine My Love/Rock Mr. Blues (King Records, 4389)
- 1950 - Mr. Blues Is Coming To Town/I Want To Love You Baby (King Records, 4402)
- 1950 - Triflin' Woman/Put It Back (King Records, 4415)
- 1950 - Oh Babe!/Silent George (King Records, 4418)
- 1950 - Teardrops From My Eyes/Please Open Your Heart (King Records, 4419)
- 1951 - I Believe I'll Fall In Love/A Love Untrue (King Records, 4445)
- 1951 - Tremblin'/Just Like Two Drops Of Water (King Records, 4448)
- 1951 - Confessin' The Blues/Bloodshot Eyes (King Records, 4461)
- 1951 - Man, Have I Got Troubles/I'll Never Give Up (King Records, 4468)
- 1951 - Luscious Woman/Lovin' Machine (King Records, 4485)
- 1951 - My Playful Baby's Gone/Here Comes The Night (King Records, 4507)
- 1951 - Married Women Stay Married/Keep On Churnin' (King Records, 4526)
- 1952 - Night Train/Do It Again, Please (King Records, 4555)
- 1952 - Drinking Blues/Adam Come And Get Your Rib (King Records, 4565)
- 1952 - Greyhound/Rot-Gut (King Records, 4592)
- 1952 - Bring It Back/Bad News Baby (There'll Be No Rockin' Tonight) (King Records, 4593)
- 1953 - Wasn't That Good/Mama Your Daughter's Done Lied On Me (King Records, 4620)
- 1953 - Song Of The Bayou/The Deacon Don't Like It (King Records, 4635)
- 1953 - Tremblin'/Rot-Gut (King Records, 4662)
- 1953 - Please Louise/Nearer My Love To Thee (King Records, 4668)
- 1953 - Quiet Whiskey/Down Boy Down (King Records, 4685)
- 1954 - Shake That Thing/Keep A Talkin' (King Records, 4716)
- 1954 - I Get A Thrill/Don't Take My Whiskey Away From Me (King Records, 4724)
- 1955 - All She Wants To Do Is Mambo/Christina (King Records, 4763)
- 1955 - Git To Gittin' Baby/Good Mambo Tonight (King Records, 4774)
- 1955 - Fishtail Blues/Mr. Dollar (King Records, 4789)
- 1955 - Drinkin' Sherry Wine/Git With The Grits (King Records, 4814)
- 1955 - Man's Best Friend/Wine, Wine, Sweet Wine (King Records, 4826)
- 1955 - Shot Gun Wedding/I Don't Know Where To Go (King Records, 4839)
- 1956 - Good Morning Judge/Bloodshot Eyes (King Records, 4852)
- 1956 - Big Old Country Fool/That's Me Right Now (King Records, 5050)
- 1956 - Destination Love/Tell A Whale Of A Tale (Atco, 6081)

#### 45 giri
- 1957 - There's No Substitute For Love/A Tale Of Woe (King Records, 5073)
- 1960 - Sweet Lucy Brown/Bloodshot Eyes (Roulette Records, R-4291)
- 1961 - Bloodshot Eyes/Good Rockin' Tonight (King Records, 5416)
- 1965 - Blood Shot Eyes/Big Old Country Fool (King Records, 6011)
- 1970 - Good Rockin' Tonight/Good Morning Judge (King Records, 6304)
- 1978 - Bloodshot Eyes/Lovin' Machine (Gusto Records, GT4-2015)
- 1979 - All She Wants To Do Is Rock/Drinkin' Wine Spo-Dee-O-Dee (Gusto Records, GT4-2087)
- 1980 - Good Rockin' Tonight/Shake That Thinge (Gusto Records, GT4-2106)
- 1982 - Christina/The Deacon Don't Like It (Gusto Records, GT4-2134)
- 1982 - Don't Take My Whiskey Away From Me/Git To Gittin' Baby (Gusto Records, GT4-2135)

### Album
- 1970 - Good Rockin' Blues (King Records, KS 1086)

### EP
- 1954 - Wynonie Harris (King Records, EP 260)

## Discografia in altri paesi

### Francia

#### Album
- 1952 - Wynonie "Mr Blues" Harris (Vogue Productions, L.D.082)

#### 78 giri
- 1949 - Here Comes The Night/Mr. Blues Is Coming To Town (Vogue Productions, V. 3253)
- 1949 - Grandma Plays The Numbers/She Just Won't Sell No More (Vogue Productions, V. 3358)

### Regno Unito

#### EP
- 1954 - Wynonie "Mr Blues" Harris (Vogue Records, EPV 1103)
- 1961 - Battle Of The Blues (Blue Beat, BB EP 301)

## Filmografia
- 1944 – Hit Parade